# Фило, Уильям
Уильям Фило (англ. William Philo; 17 февраля 1882, Лондон, Великобритания — 7 июля 1916, Альбер, Сомма, Франция) — британский боксёр, бронзовый призёр летних Олимпийских игр 1908.
На Играх 1908 в Лондоне Фило соревновался в весовой категории до 71,7 кг. Дойдя до полуфинала, он занял третье место и выиграл бронзовую медаль.